# Club du meilleur livre
Le Club du meilleur livre (CML) est un club de livres créé en France en 1952.

## Histoire
Devant le succès du Club français du livre (CFL), des initiatives concurrentes voient le jour.
En 1952, Robert Carlier, ancien du CFL et son premier directeur littéraire, lance le Club du meilleur livre, filiale commune des Éditions Gallimard et de la Librairie Hachette. Robert Massin, lui aussi venu du CFL, en est le directeur artistique.
Le CML édite ainsi plus de cinq cents volumes avec une véritable volonté artistique d'excellence. Le Club fonctionnera pendant une dizaine d'années.

## Quelques titres
- Poésie :
  - Guillaume Apollinaire, Alcools, suivi de reproductions inédites des premières épreuves corrigées de la main d'Apollinaire, commentées et annotées par Tristan Tzara, maquettes de Massin, avec un emboîtage d'après une peinture de Delaunay, 1953, 1955
- Collection « Astrée 6 »[3] :
  - Arthur Rimbaud, Œuvres, maquette de Jeanine Fricker, 1957
- Romans :
  - Marcel Aymé, La Vouivre, maquette de Jacques Brell, 1953
  - Louis Pergaud, La Guerre des boutons, maquette de Massin, 1955
  - Valery Larbaud, Fermina Márquez, maquette de Jeanine Fricker, 1957
- Dossiers de l'histoire (Procès)[4] :
  - Raymond Oursel (traduction, présentation et annotations), R.P. Michel Riquet S.J. (préface), Le Procès de condamnation de Jeanne d'Arc, 1953-1954
  - Raymond Oursel (traduction, présentation, annotations et avant-propos), sous la direction de Michel de Romilly, Le Procès de réhabilitation de Jeanne d'Arc, 1953-1954
  - Giorgio de Santillana, Le Procès de Galilée (traduit de l'anglais et de l'italien par Adriana Salem), sous la direction de Michel de Romilly[5], 1955
  - Marcel Thomas[6] (traduction et présentation des documents originaux), Le Procès de Marie Stuart, 1956
  - Jean Savant (présentation et commentaires), Le Procès de Vidocq, sous la direction de Michel de Romilly, 1956
  - André Chastel (iconographie), Robert Klein (présentation), Augustin Renaudet (introduction), Le Procès de Savonarole, 1957
- Visages de l'Histoire : 
  - Jean Savant (édition et présentation), Napoléon et Joséphine, maquette de Massin, 1955